# Demonax rosae
Demonax rosae là một loài bọ cánh cứng trong họ Cerambycidae.